# Marcial Demetrio Lastarria
Marcial Demetrio Lastarria Villarreal (Santiago, 21 de diciembre de 1844 - San José de Maipo, 17 de mayo de 1891) fue un diplomático y político chileno. Se desempeñó varias veces como diputado propietario de la República y luego, como ministro de Estado durante la administración de José Manuel Balmaceda.

## Biografía
Hijo de José Victorino Lastarria, destacado parlamentario, ministro y embajador y de Jesús Julia Villarreal Hidalgo.
Se casó con Amelia Pardo Correa y tuvo una hija.
Falleció el 17 de mayo de 1891, en San José de Maipo.

## Carrera política

### Diplomático
Fue integrante de las misiones diplomáticas encabezadas por su padre, en Perú (1863) y Argentina-Uruguay-Brasil (1864 y 1865). 
Enviado Extraordinario y Ministro Plenipotenciario (EE y MP) en Brasil y Uruguay, nombrado el 17 de noviembre de 1880, presentó sus Cartas Credenciales al emperador Pedro II el 22 de diciembre de 1880; su delegación estuvo formada por Manuel Villamil Blanco y Manuel Pardo Correa. Fue el quinto representante diplomático chileno en Brasil.

### Diputado
Resultó electo diputado propietario por Rancagua, por el período 1876-1879. Fue integrante de la Comisión Permanente de Educación y Beneficencia.
En las parlamentarias de 1879, fue reelecto diputado propietario por la misma provincia, por el período 1879-1882. Se desempeñó como vicepresidente de la Cámara, desde el 6 de septiembre de 1879 hasta el 7 de diciembre de 1880. Fue diputado reemplazante en la Comisión Permanente de Elecciones y Calificadora de Peteiciones; e integró la Comisión Permanente de Educación y Beneficencia.
En las siguientes elecciones, es reelecto diputado propietario, esta vez por Rere, por el período 1882-1885. Fue vicepresidente de la Cámara, desde el 3 de junio de 1884 hasta el 15 de mayo de 1885. Integró la Comisión Permanente de Constitución, Legislación y Justicia.
Nuevamente electo diputado propietario por Rancagua, por el período 1885-1888. Fue presidente provisorio de la Cámara, ejerciendo el cargo desde el 15 de mayo de 1885 hasta el 2 de junio del mismo año, fecha en que asumió la titularidad total, hasta el 22 de agosto de 1885. Renunció a la presidencia de la Cámara, la que fue aceptada el 20 de agosto de 1885.
Obtuvo la reelección como diputado propietario por la misma provincia, por el período 1885-1888. Fue diputado reemplazante en la Comisión Permanente de Constitución, Legislación y Justicia.
Finalmente, en las parlamentarias de 1888, fue reelecto diputado propietario por la misma provincia, por el período 1888-1891. Presidió la Cámara, desde el 4 de junio hasta el 4 de julio de 1889. Fue una vez más diputado reemplazante en la Comisión Permanente de Constitución, Legislación y Justicia.

### Ministro de Balmaceda
Finalizado su periodo legislativo, fue designado por el presidente José Manuel Balmaceda como ministro de Relaciones Exteriores, Culto y Colonización, sirviendo entre abril de 1888 y abril de 1889 y, posteriormente, ministro del Interior, entre junio y octubre de 1889.